# Liste der Kreisstraßen im Kreis Dithmarschen
Die Liste der Kreisstraßen im Kreis Dithmarschen ist eine Liste der Kreisstraßen im schleswig-holsteinischen Kreis Dithmarschen.

## Abkürzungen
- K: Kreisstraße
- L: Landesstraße

## Liste
Straßen und Straßenabschnitte, die unabhängig vom Grund (Herabstufung zu einer Gemeindestraße oder Höherstufung) keine Kreisstraßen mehr sind, werden kursiv dargestellt. Der Straßenverlauf wird in der Regel von Nord nach Süd und von West nach Ost angegeben.
| Nr.  | Verlauf |
| ---- | --- |
| K 1  | L 276 in Averlak – Blangenmoor – K 73 in Brunsbüttel |
| K 3  | L 173 – L 138 in Eddelak |
| K 4  | L 142 – Rösthusen – L 138 in Dingen |
| K 5  | L 138 – Dingerdonn – Warferdonn – L 139/L 276 |
| K 6  | L 173 in Barlt – Barlterfelde – Himmelreich – Barlterkleve – L 144 in Sankt Michaelisdonn                                                                             |
| K 8  | in Marne – K 9 – Neufeld – L 143 – in Kattrepel |
| K 9  | L 143 – K 8 in Marne |
| K 10 | L 177 – K 12 – Neufelderkoog – L 143 |
| K 12 | K 14 – Kaiser-Wilhelm-Koog – K 10 – L 177 |
| K 13 | L 177 – Kronprinzenkoog – L 143 – K 20 in Helserdeich |
| K 14 | K 12 – L 177 in Dieksanderkoog |
| K 15 | L 177 – L 144 in Friedrichskoog |
| K 16 | K 17 in Kaiserin-Auguste-Viktoria-Koog – L 144 |
| K 17 | L 144 in Friedrichskoog – Kaiserin-Auguste-Viktoria-Koog – K 16 – L 144                                                                                               |
| K 18 | K 20 in Barlterhafen – |
| K 19 | K 20 in Barlterneuendeich – in Barlteraltendeich |
| K 20 | – Eesch – Eescherdeich – Busenwurtherdeich – Barlterneuendeich – K 19 – Barlterhafen – K 18 – Trennewurtherneuendeich – L 144 – L 237 – Helserdeich – K 13 – in Marne |
| K 21 | L 297 in Großenrade – L 327 in Hochdonn |
| K 22 | in Busenwurth – Hohensiel – Wolfenbüttel – L 138 – Windberger Bahnhof – Windbergen – Windbergerfeld – L 141 in Frestedt                                               |
| K 23 | L 175 in Teisenhof – K 24 – Neuhof – L 327 in Süderhastedt |
| K 24 | K 25 in Sandberg – K 23 – L 145 – L 132 in Hohenhörn |
| K 25 | – Sandberg – K 24 – L 327 in Krumstedt |
| K 26 | in Nindorf – Wolmersdorf |
| K 27 | L 138 in Meldorf – in Meldorf |
| K 28 | / – Lohe-Rickelshof – Nehring – Lieth – L 238 in Hemmingstedt |
| K 29 | in Oeverwisch – Neuenkrug – Hochwöhrden – L 153 |
| K 30 | K 33 in Christianskoog – L 153 |
| K 33 | – Wöhrden – Wöhrdener Hafen – Christianskoog – K 30 – L 153 in Barsfleth                                                                                              |
| K 34 | L 316 in Albersdorf – Röst – L 175 in Tensbüttel |
| K 35 | L 148 in Albersdorf – Wennbüttel |
| K 36 | L 148 – Bunsoh – L 131 in Offenbüttel |
| K 37 | L 148 – Redder – Christianshütte – Kreisgrenze – (Kreis Rendsburg-Eckernförde)                                                                                        |
| K 38 | K 39 in Lendern – Schelrade – L 148 in Wrohm |
| K 39 | – Wellerhop – Lendern – K 38 – L 148 in Osterrade |
| K 40 | in Welmbüttel – Schrum – L 316 in Albersdorf |
| K 41 | in Süderholm – Fiefhusen – Bennewohld – |
| K 42 | L 150 – Barkenholm – Rederstall – Bergelieth – Westerborstel – L 149 in Tellingstedt                                                                                  |
| K 43 | L 156 in Rehm-Flehde-Bargen – Wittenwurth – K 67 – Stelle – Weddingstedt – K 77 – K 76 – L 150 in Ostrohe                                                             |
| K 44 | K 45 – Dellstedt – in Lüdersbüttel |
| K 45 | L 172 – Dörpling – K 46 – Hohenlieth – K 44 – Eiderdeich – Abzweig zur Hohner Fähre                                                                                   |
| K 46 | L 172 in Pahlen – Dörpling – K 45 – Hövede – L 149 in Tellingstedt |
| K 47 | K 48 in Delve – Schwienhusen – L 150 – Wallen – L 172 in Pahlen |
| K 48 | Eider – Delve – K 47 – L 150 |
| K 49 | L 239 in Hennstedt – L 150 in Linden |
| K 50 | K 76 in Fedderingen – L 149 in Hennstedt |
| K 51 | Horst – Pferdekrug – L 149 in Hennstedt |
| K 52 | L 154 in Oesterwurth – Poppenwurth – Edemannswisch – Edemannswurth – – Neuenwisch – L 153 in Wöhrden                                                                  |
| K 53 | L 156 in Reinsbüttel – Wesselburener Deichhausen – L 153 |
| K 54 | – Kretjenkoog – Warwerort |
| K 55 | K 56 in Westerdeichstrich – Stinteck – Groven bei Büsum – K 71 – Büsum – Büsumer Deichhausen                                                                          |
| K 56 | L 156 – Fahrengreth – Unterschaar – Hedwigenkoog – Westerdeichstrich – K 55 –                                                                                         |
| K 57 | K 58 in Dellweg – Wildpfal – Wesseln – K 77 in Heide |
| K 58 | L 155 – Dellweg – K 57 – K 77 in Borgholz |
| K 59 | K 60 in Wulfenhusen – Hödienwisch – L 154 in Jarrenwisch |
| K 60 | L 156 in Wesselburen – Wulfenhusen – K 59 – K 64 – Neuenkirchen – L 155                                                                                               |
| K 61 | K 62 in Wesselburen – L 156/L 305 in Wesselburen |
| K 62 | Heringsand – Norddeich – K 61 in Wesselburen |
| K 64 | L 156 – Tödienwisch – K 60 |
| K 65 | K 66 – Schülperweide – L 156 in Schülp |
| K 66 | L 305 in Wesselburenerkoog – K 65 – L 294 in Schülperneuensiel |
| K 67 | L 156 in Hemme – K 43 in Wittenwurth |
| K 68 | K 69 – Groven – Hemmerwurth – L 156 in Hemme |
| K 69 | L 155 in Karolinenkoog – K 68 – L 156 in Lunden |
| K 70 | Wollersum – L 156 in Lunden |
| K 71 | K 55 – Büsum – |
| K 72 | K 73 in Brunsbüttel – K 74 – Kreisgrenze – (K 58 im Kreis Steinburg)                                                                                                  |
| K 73 | /L 138 – Brunsbüttel – Nord-Ostsee-Kanal – K 72 in Brunsbüttel |
| K 74 | K 72 in Brunsbüttel – Kreisgrenze – (K 69 im Kreis Steinburg) |
| K 75 | /L 173 – Brunsbüttel – Nord-Ostsee-Kanal – Brunsbüttel – Kreisgrenze – (K 63 im Kreis Steinburg)                                                                      |
| K 76 | L 149 – Mannecker – Fedderingen – K 50 – Wiemerstedt – K 43 in Weddingstedt                                                                                           |
| K 77 | K 43 in Weddingstedt – Borgholz – K 58 – Weddinghusen – Wesseln – Heide – K 57 –                                                                                      |